# Йезоло
Йѐзоло (на италиански: Jesolo) е град и община в Североизточна Италия.

## География
Градът е морски курорт. Намира се в провинция Венеция в област (регион) Венето. Разположен е в лагуната на Венецианския залив. На около 10 км южно от Йезоло е провинциалният център Венеция. Население 25 029 жители към 31 юли 2009 г.

## Курорт
Плажната ивица е дълга 15 km. Плажът е изключително чист, пясъкът е ситен, морето е кристално с голяма плитка зона и плавно става дълбоко. Всеки хотел има свои шезлонги и чадъри, а има и свободна зона между тях и морето. Има много заведения и атракции по плажа. След 20 ч. е забранено движението на автомобили по главната улица и тя се превръща в най-дългата пешеходна алея в Европа. Най-разпространено е придвижването с велосипеди, които се дават и под наем от хотелите. Курортът предлага много забавления – уиндсърф, тенис, езда, голф, детски площадки, картинг писта, разходка с кораба „Веселият Роджър“, дискотеки, много заведения за хранене. Aqualandia е аквапарк номер едно в Италия, който е бил избран за най-добър воден парк в Европа и луна-парк Нова Jesolandia за вечерните забавления. Очаква се да да бъде открит и новопостроеният Аквариум на морска тематика.

## Побратимени градове
- Фелден ам Вьортер Зее, Австрия от 2006 г.